# Comuna Netretić, Karlovac
Netretić este o comună în cantonul Karlovac, Croația, având o populație de 2.862 de locuitori (2011).

## Demografie
Componența etnică a comunei Netretić
     Croați (99,06%)
     Necunoscut (0,1%)
     Neclasificat (0,66%)
Componența confesională a comunei Netretić
     Catolici (98,25%)
     Necunoscută (0,66%)
     Alte religii (1,08%)
Conform recensământului din 2011, comuna Netretić avea 2.862 de locuitori. Din punct de vedere etnic, majoritatea locuitorilor (99,06%) erau croați. Apartenența etnică nu este cunoscută în cazul a 0,1% din locuitori. Din punct de vedere confesional, majoritatea locuitorilor (98,25%) erau catolici. Pentru 0,66% din locuitori nu este cunoscută apartenența confesională.